# ボリス・ニンヴィツキー
ボリス・ニコラエヴィチ・ニンヴィツキー（ロシア語: Борис Николаевич Нимвицкий、1885年12月8日 - 1969年5月28日〈または5月25日〉）は、バシコルトスタンの革命家・政治家。

## 生涯

### 前半生
1885年12月8日（ユリウス暦11月26日）、ロシア帝国エストリャント県ヴェゼンベルクの貴族の家庭に生まれ、幼少期に父が鋳型工場長を務めていたウファに移った。
1903年にロシア社会民主労働党に入党し、ウファ男子中等学校在学中に発生したロシア第一革命の際は、学生ストに参加して逮捕された。1905年春にはボリシェヴィキに加わり、学生や労働者の間で宣伝活動を行った。メーデーデモも組織したが再逮捕され、中等学校も放校された。しかしその後もウファの武装勢力指導者カドムツェフ兄弟 (ru) と接触し、ボリシェヴィキ・ウファ委員会に戦闘部隊を編制した。12月9日には鉄道労働者の暴動に関与してまたも逮捕され、翌1906年10月にトボリスク県へ流された。
その後流刑先から脱走してカザンで地下活動に従事し、さらにジュネーヴへ脱出。ブリュッセル電気技術学校で学んだ。スイスではミハ・ツハカヤの率いる党組織に属し、1908年にはウラジーミル・レーニンとも知遇を得た。1914年にロシアへ帰還し、ペトログラードのイジョラ工場で電気技師として働く傍ら党工場委議長も務めた。逮捕されたが1916年春に釈放され、その後ヴィボルグ地区ソビエトのメンバーに選出された。

### 革命期
二月革命後はコルピノ・ソビエトとペトログラード・ソビエトの代議員に選出され、党ペトログラード委メンバーも務めた。同年の第7回全ロシア党会議 (ru) と第6回党大会にも出席。十月革命後はコルピノ革命委議長や全ロシア憲法制定会議のボリシェヴィキ派出席者に就き、赤衛隊も指揮した。
翌1918年2月には再度南ウラルへ向かい、ヴャトカ県人民経済会議を指導。臨時全ロシア政府からボリシェヴィキがウファを奪回してからは翌1919年2月から3月までウファ県革命委議長に就き、自治バシコルトスタンとの「ソビエト自治バシコルトスタンに関する合意」締結に向けた交渉に参加。その後は翌1920年まで県人民経済会議副議長も務め、同年8月から翌1921年12月までは党県委責任書記を、1922年9月から翌1923年9月まではバシキール州委責任書記を務めた。1920年から1922年まではウファ県ソビエト執行委議長でもあり、党大会（第10回、第12回と第10回会議）や全ロシア・ソビエト大会（第3回 (ru) と第8回 (ru) から第10回まで）、ソビエト連邦中央執行委にもバシコルトスタンを代表して出席した。

### 後半生
1923年末にはモスクワへ召喚され、その後1933年までロシア社会主義連邦ソビエト共和国の農業人民委員部や国民経済最高会議 (ru)、労農監査人民委員部で勤務。健康上の理由から公職を退いた後は、モスクワの高等教育機関で教育学教師として働いた。その後、1969年5月28日（または25日）にモスクワで死去し、ノヴォデヴィチエ墓地に葬られた。